# مايك هيكس
مايك هيكس (بالإنجليزية: Mike Hicks)‏ هو لاعب كرة قدم أمريكية أمريكي، ولد في 5 ديسمبر 1986.